# Halina Kosętka
Halina Kosętka (ur. 1946, zm. 14 maja 2013) – polska historyk, dr hab. nauk humanistycznych, pracownik naukowy Instytutu Humanistycznego i Artystycznego Państwowej Wyższej Szkoły Zawodowej im. Jana Grodka w Sanoku i Instytutu Informacji Naukowej i Bibliotekoznawstwa Wydziału Filologicznego Uniwersytetu Pedagogicznego im. Komisji Edukacji Narodowej w Krakowie.

## Życiorys
W 1982 r. obroniła pracę doktorską pt. Z dziejów recepcji "Trylogii" w XX-ciu międzywojennym. Wokół polemik z Olgierdem Górką, której promotorem był prof. Lech Ludorowski, w 1998 r. habilitowała się na podstawie pracy zatytułowanej Adaptacje sceniczne dzieł prozatorskich Henryka Sienkiewicza. Pracowała na stanowisku dyrektora w Instytucie Informacji Naukowej i Bibliotekoznawstwa na Wydziale Filologicznym Uniwersytetu Pedagogicznego im. Komisji Edukacji Narodowej w Krakowie i w Instytucie Humanistycznym i Artystycznym Państwowej Wyższej Szkole Zawodowej im. Jana Grodka w Sanoku.
Została członkiem Komisji do Badań Diaspory Polskiej PAU.

## Odznaczenia i wyróżnienia
- Medal Komisji Edukacji Narodowej[1]
- Złoty Medal za Długoletnią Służbę[1]
- Złoty Krzyż Zasługi[1]
- Złota Odznaka Zasłużony dla Miasta Krakowa z Ziemi Krakowskiej[1]
- Odznaka „Honoris Gratia”[1]
- Krzyż Kawalerski Orderu Odrodzenia Polski[1]